# Фаб'ян Лефевр
Фаб'ян Лефевр  (фр. Fabien Lefèvre, 18 червня 1982) — французький веслувальник, олімпійський медаліст.

## Виступи на Олімпіадах
| Олімпіада  | Дисципліна                  | Місце |
| ---------- | --------------------------- | ----- |
| Афіни 2004 | слалом на байдарці-одиночці | 3     |
| Пекін 2008 | слалом на байдарці-одиночці | 2     |